# Zbarazh
Zbarazh (em ucraniano:  Збараж) é uma cidade da Ucrânia, situada no Oblast de Ternopil. Tem 7 km² de área e sua população em 2020 foi estimada em 13.587 habitantes.